# Bernd Willscheid

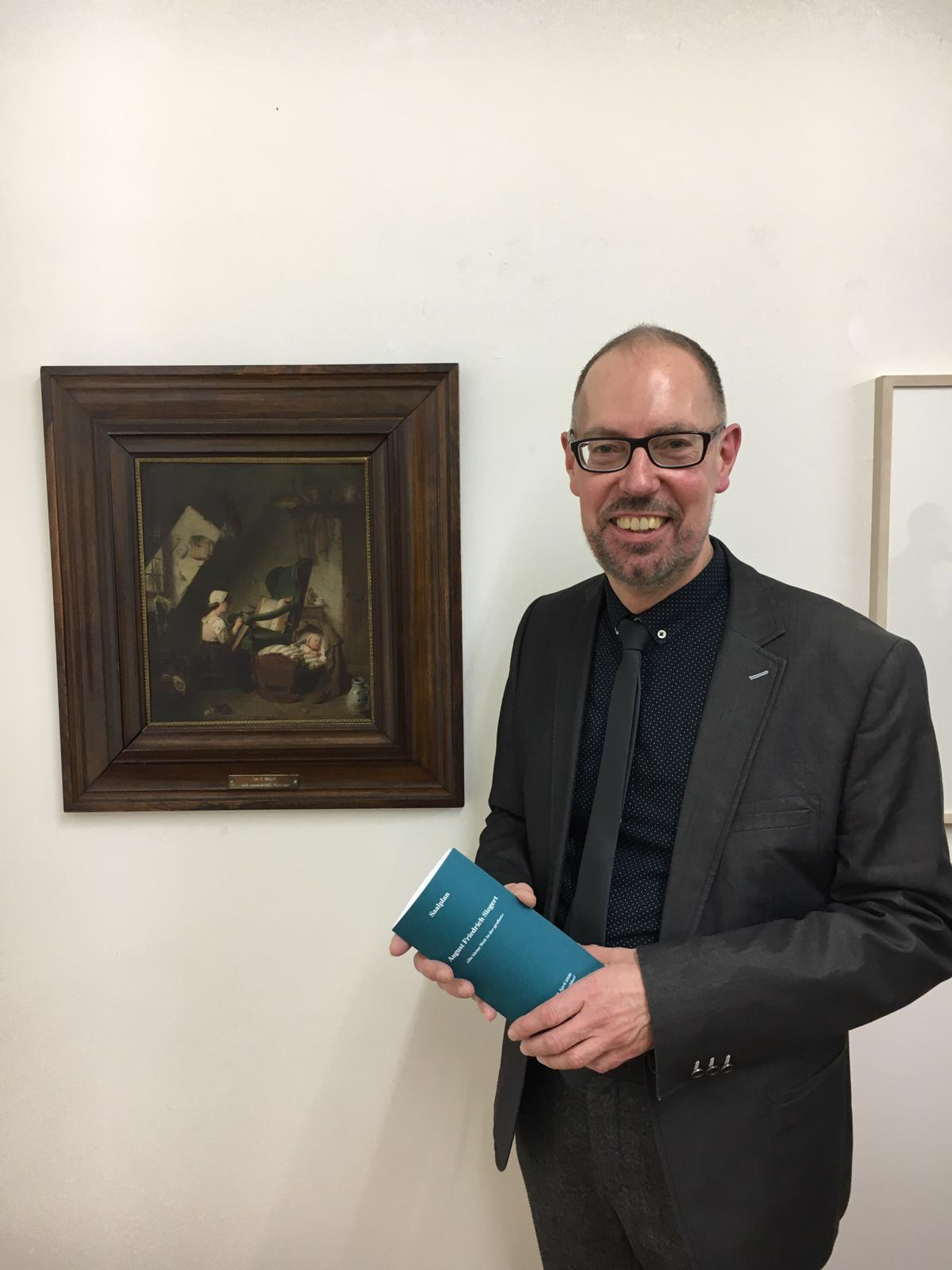
Bernd Willscheid (2023)

Bernd Willscheid (* 3. März 1958 in Dattenberg, Rheinland-Pfalz) war Direktor des Roentgen-Museums Neuwied von 1997 bis 2023. Seit März 2024 betreut er das Fürstlich Wiedische Archiv im Schloss Neuwied.

## Werdegang
Willscheid studierte in Mayen Öffentliche Verwaltung und war anschließend mehrere Jahre bei der Kreisverwaltung Neuwied als Diplom-Verwaltungswirt und Referent im Sektor Kultur und Denkmalschutz tätig. Sein Büro befand sich seit 1985 im Kreismuseum Neuwied. 1997 wurde er Direktor des Kreismuseums, das ab 2007 in Roentgen-Museum Neuwied umbenannt wurde.
Die im 18. Jahrhundert in Neuwied hergestellten und im Roentgen-Museum präsentierten Prunkmöbel der international bekannten Kunsttischler Abraham und David Roentgen sowie die Uhren der Neuwieder Uhrmacherfamilie Kinzing standen im Mittelpunkt einer Reihe von Sonderausstellungen, die von Bernd Willscheid federführend kuratiert wurden.
Er präsentierte Ausstellungen zur Kulturgeschichte am Mittelrhein und mit Werken heimischer und überregionaler Künstler: Werkpräsentationen herausragender Künstler-Dissidenten der ehemaligen DDR, wie beispielsweise Wolfgang Mattheuer, Werner Tübke und Gerhard Altenbourg, des renommierten Künstlerehepaares K. O. Götz und Rissa sowie der Schmuckdesigner-Familie Munsteiner aus Stipshausen bei Idar-Oberstein.
Zu vielen Ausstellungen gab Bernd Willscheid Kataloge heraus und beteiligte sich als Autor. Sein Beitrag unter dem Titel Abraham and David Roentgen - Moravian Artisan and Merchant-Diplomat erschien Ende 2012 im Ausstellungskatalog Extravagant Inventions – The Princely Furniture of the Roentgens der großen Roentgenmöbel-Präsentation im Metropolitan Museum of Art in New York.
Außerdem beschäftigt sich Willscheid mit der Geschichte des Fürstenhauses Wied, zu der er zahlreiche Beiträge und Kataloge veröffentlichte sowie die Ausstellungen zu Carmen Sylva (2016) und Prinz Maximilian zu Wied (2017) durchführte.
Bernd Willscheid ist Vorsitzender des Förderkreises der Abraham und David Roentgen Stiftung, Beiratsmitglied der Museums-Stiftung Krüger, Beiratsmitglied der Forschungsstelle Carmen Sylva im Fürstlich Wiedischen Archiv, Mitglied im Redaktionsausschuss des Heimat-Jahrbuches Landkreis Neuwied und Vorsitzender des Kirchenchores Dattenberg.

## Veröffentlichungen (Auswahl)

### Autorenschaft
- mit Detlev Richter: Reinheit, Feuer & Glanz. Stobwasser und Roentgen – Kunsthandwerk von Weltrang. Ausstellungskatalog Roentgen-Museum Neuwied. Berlin 2013, ISBN 978-3-9814662-5-6.
- Der Landkreis Neuwied. Gemälde und Zeichnungen aus 200 Jahren. Ausstellungskatalog Roentgen-Museum Neuwied. Rheinbreitbach 2016, ISBN 978-3-9818047-0-6.
- Das Biedermeier in Neuwied und am Mittelrhein. Ausstellungskatalog Roentgen-Museum Neuwied. Rheinbreitbach 2019, ISBN 978-3-9818047-6-8.
- Roentgen & Kinzing à Neuwied - Möbel und Uhren für Europa - Sammlung Roentgen-Museum Neuwied. (Deutsch und Englisch),  Berlin 2022, ISBN 978-3-9822723-0-6.

### Herausgeberschaft
- mit Eugen Denkel, Ian D. Fowler, Manfred Obersteiner, Lieselotte Sauer-Kaulbach und Walter-Friedrich Schmidt: Kinzing & Co. Innovative Uhren aus der Provinz. Ausstellungskatalog Kreismuseum (heute Roentgen-Museum) Neuwied. Bonn 2003, ISBN 3-00-012149-8.
- mit Andreas Büttner: Nützlich zu sein und Gutes zu stiften. Roentgen-Möbel für das Gartenreich Wörlitz – Dessau und Neuwied als Vorreiter der Aufklärung. Ausstellungskatalog Kreismuseum (heute Roentgen-Museum) Neuwied. Koblenz 2006, ISBN 3-9809797-3-3.
- mit Andreas Büttner und Ursula Weber-Woelk: Edle Möbel für höchste Kreise. Roentgens Meisterwerke für Europas Höfe. Ausstellungskatalog Roentgen-Museum Neuwied. Andernach 2007, ISBN 3-9809797-5-X.
- mit Wolfgang Thillmann: MöbelDesign. Roentgen, Thonet und die Moderne. Ausstellungskatalog Roentgen-Museum Neuwied. Berlin 2011, ISBN 978-3-9809797-9-5.
- Carmen Sylva. Eine Königin aus Neuwied. Ausstellungskatalog Roentgen-Museum Neuwied. Rheinbreitbach 2016, ISBN 978-3-9818047-1-3.
- Prinz Maximilian zu Wied. Ein rheinischer Naturforscher in der Alten und Neuen Welt. Ausstellungskatalog Roentgen-Museum Neuwied. Rheinbreitbach 2017, ISBN 978-3-9818047-3-7.
- Exotischer Farbenglanz - Braunschweiger Perlentische und andere Corallenwaaren. Neuwied 2022, ISBN 978-3-9822723-2-0.
- mit Christine Cornet: Möbel à la Roentgen. Inspirationen aus der Neuwieder Manufaktur. Neuwied 2023, ISBN 978-3-9822723-4-4.